# Beaurains Road Cemetery
Le Beaurains Road Cemetery est un cimetière militaire britannique de la Première Guerre mondiale, situé sur le territoire de la commune de Beaurains, dans le département du Pas-de-Calais et dans la région Hauts-de-France. Il est limitrophe, au nord, de la commune d'Arras.

## Localisation
Le cimetière se situe au nord du territoire communal de Beaurains, sur la D 917, en direction d'Arras.

## Histoire
Le cimetière est créé par les Allemands un peu avant mars 1917, date à laquelle les troupes du Commonwealth s'en empare et sert à partir de juin pour inhumer les soldats du Commonwealth tombés lors de la bataille d'Arras. Le cimetière est de nouveau utilisé en août et septembre 1918 lors de la libération définitive du secteur. C'est dans ce cimetière que sont regroupés les dépouilles des militaires inhumés  dans le Ronville British Cemetery et le Ronville French Cemetery
Le Beaurains Road Cemetery contient 331 sépultures de militaires du Commonwealth de la Première Guerre mondiale, dont 23 non identifiées, ainsi que quatre sépultures allemandes.

## Caractéristiques
Il est conçu par l'architecte britannique Edwin Lutyens.

## Sépultures
| Pays        | Sépultures |
| ----------- | ---------- |
| Royaume-Uni | 331        |
| Allemagne   | 4          |
| Total       | 335        |

## Pour approfondir